# Георги Тенев (писател)
Вижте пояснителната страница за други личности с името Георги Тенев.
Георги Тенев е български писател, сценарист, режисьор и продуцент. Автор е на проза, поезия и драматургия.

## Биография
Роден е през 1969 г. в София. Син е на Теньо Тенев и Божанка Константинова. Потомък е на поета Николай Лилиев и на литературния историк Георги Константинов. Завършва НГДЕК „Константин-Кирил Философ“ и Софийския университет „Св. Климент Охридски“. През 1994 г. е един от абсолвентите в експерименталния клас на Маргарита Младенова и Иван Добчев в НАТФИЗ. Избран е за Хердеров стипендиант от българския носител на Хердеровата награда Константин Илиев и продължава следването си във Виенския университет през 1996/97 г.
Бил е драматург на Театрална работилница „Сфумато“ (1997 – 1999) и асистент в НАТФИЗ (1997 – 2002).
Съосновател е на Триумвиратус Арт Груп (1994), заедно с режисьора Явор Гърдев и сценографа Никола Тороманов. Постановки по негови текстове са играни в Германия (Лайпциг, 1998), Франция (Париж, 2004; Нанси, 2003), Русия (Санкт Петербург, 2004).
Автор и водещ на предаването за книги и литература „Библиотеката“ по БНТ. Сценарист (заедно с Димитър Стоянович) и водещ на телевизионната кампания „Българските събития на ХХ век“ (излъчена по БНТ1, БНТ САТ през 2009 – 2010 г.) Автор на концепцията за предаването „Аеро: Кино и книги“ по телевизия Re:TV.

## Творчество
Основни теми на неговото творчество са културната и идеологическа празнина в посттоталитарните общества и постоянно появяващите се контракултури; рухването на утопиите и явлението социална амнезия. Повтарящите се наративи в неговите романи и пиеси са изградени върху псевдорелигиозността и безверието, варварството и революцията, Холокоста, проблема за злото, теодицеята. В своите последни произведения той често засяга екологични теми.

### Романи
- „Вундеркинд“, роман, 2004, С., „Triumviratus“, ISBN 9549109720
- „Кристо и свободната любов“, роман, 2005, С., Изд. „Triumviratus“, ISBN 954-9475-01-8; 2008, С., Изд. „Алтера“; ISBN 978-954-975-717-0
- „Партиен дом“, роман, 2006, С., изд. „Алтера“; ISBN 954-9179-23-0; електронно издание, 2017, С., ИК „Колибри“, ISBN 978-619-150-782-5
- Casa del partido, Georgi Ténev, Francisco Javier Juez y Gálvez (Translator), 2010, Baile del Sol; ISBN 978-8415019268, ISBN 8415019262
- „Господин М.“, роман, 2010, С., изд. „Алтера“, ISBN 9789789549573
- „Български рози“, роман, 2016, С., ИК „Колибри“, ISBN 978-619-150-899-0; електронно издание ISBN 978-619-150-620-00
- Party Headquarters, Angela Rodel (Translator), 2016, Open Letter, ISBN 194095326X, ISBN 978-1940953267
- Parteipalast, Elvira Bormann (Übersetzer), 2018, eta Verlag; ISBN 978-3981999815
- „Балкански ритуал“, роман 2019, С., ИК „Колибри“, ISBN 978-619-02-0367-4; електронно издание ISBN 978-619-02-0368-1
- „Резиденцията“, роман, 2020, ИК „Колибри“/„ФО“, ISBN 978-619-7517-08-8

### Сборници с разкази
- „Wагон/Плуващата библиотека“, експериментална проза, 1999, С., ИК „Зелена вълна“; публикуван в „Страхът на резидента от отзоваване“, 2000, София, изд. „Triumviratus“, ISBN 954-9695-14-X
- „Свещена светлина“, разкази, 2009, С., изд. „Алтера“, ISBN 9789549757309
- Światło święte (Georgi Tenew), 2012, Scriptum, Krakow, ISBN 978-83-60163-74-0
- Holy Light, Short stories, translated by Angela Rodel, 2016, Colibri, ISBN 978-619-150-731-3
- „Жената на писателя“, разкази, 2017, С., ИК „Колибри“, ISBN 978-619-02-0074-1; електронно издание ISBN 978-619-02-0075-8

### Сборници със стихове
- „Градини в парка“, съвместно с Калина Кръстева, 1993, София
- „Епистола“, 1998, София
- „Цитаделата“. Площадна поема в три части с пролог и хепиенд, 2002, София, изд. „Triumviratus“

### Пиеси
- „Фонологос“, пост. Деян Русев, 1992, Камерен учебен театър – НАТФИЗ „Кръстьо Сарафов“
- „Частите на нощта“, пиеса в стихове, пост. Явор Гърдев, 1994, Драматичен театър – Сливен, публ. в „Страхът на резидента от отзоваване“, 2000, София, изд. „Triumviratus“, ISBN 954-9695-14-X
- „Походът“, пост. Явор Гърдев, 1995, Драматичен театър Ловеч, публ. в „Страхът на резидента от отзоваване“, 2000, София, изд. „Triumviratus“, ISBN 954-9695-14-X
- „Игра на ветровете“, пиеса в стихове, 2000, София, изд. „Triumviratus“, ISBN 954-9695-14-X
- „Металната пчела“, пиеса в 12 картини, публ. в „Страхът на резидента от отзоваване“, 2000, С., изд. „Triumviratus“, ISBN 954-9695-14-X
- „Хиляда стъпала“, пиеса в стихове, 2000, София, изд. „Triumviratus“, ISBN 954-9695-14-X
- „Insula“, камерна пиеса в 10 картини, публ. в „Страхът на резидента от отзоваване“, 2000, София, изд. „Triumviratus“, ISBN 954-9695-14-X
- „Едип Щастливият“ (драматургичен текст в девет части с пролог), 2000, София, изд. „Triumviratus“, ISBN 954-9695-14-X
- „Сънят на Одисей“, пост. Явор Гърдев, 1997, ТР Сфумато, публ. в „Страхът на резидента от отзоваване“, 2000, София, изд. „Triumviratus“, ISBN 954-9695-14-X
- „Стриндберг в Дамаск“, в съавторство с Иван Добчев, пост. Иван Добчев, 2007, ТР Сфумато; публ. в „Драматургия Аскеер 2008“, изд. „Изток-Запад“, ISBN 9789548649056
- „Завръщане във Витенберг“, в съавторство с Иван Добчев, пост. Иван Добчев, 2011, ТР Сфумато; публ. в „Драматургия Аскеер 2012“, изд. Фондация „А'Аскеер“, ISBN 9789548649094
- „Злият принц“, пост. Георги Тенев, 2013, Народен театър „Иван Вазов“; публ. в „Драматургия Аскеер 2014“, изд. Фондация „А'Аскеер“, ISBN 9789548649117
- „Zły książę“, Georgi Tenew, przełożyła Hanna Karpińska, В: Dialog, 2015 / 5(702), ISSN 0012 – 2041
- „Книга за изгаряне“, в съавторство с Иван Добчев, пост. Иван Добчев, 2015, ТР Сфумато
- „Червената планета“, пост. Ани Васева, 2015, ТР Сфумато/Метеор
- „Тъмна стая“, пост. Георги Тенев и Мирослава Гоговска, 2015, ТР Сфумато/The Fridge
- „Роден край“, 2017, публ. в „Пиеси за справедливостта“, съст. Виолета Дечева, Издателство на Нов български университет, ISBN 978-954-535-984-2

### Текстове за театър
- „Погребението на тигъра“, фрагменти за театър, реализирани като пърформънс на покрива на Драматичен театър – Сливен, реж. Явор Гърдев, 1996
- „Альоша“ – част първа от диптиха “Долината на смъртната сянка“ по романа „Братя Карамазови“ от Ф.М. Достоевски, 2003. Оригинална идея Маргарита Младенова и Иван Добчев. Сценарий Маргарита Младенова и Георги Тенев. Текст Георги Тенев.
- „Иван“ – част втора от диптиха “Долината на смъртната сянка“ по романа „Братя Карамазови“ от Ф.М. Достоевски, 2003. Оригинална идея Маргарита Младенова и Иван Добчев. Сценарий Иван Добчев и Георги Тенев. Текст Георги Тенев.

### Либрети, други драматургични текстове
- „Гилгамеш“, („либрето за театър-опера“), публ. в „Страхът на резидента от отзоваване“, 2000, София, изд. „Triumviratus“, ISBN 954-9695-14-X
- „Българска красавица“ (поп-опера), публ. в „Литературен вестник“, Бр. 2, 2007, с. 14 – 15

### Радиопиеси
- „Атолът“, 1999, реж. Явор Гърдев, Българско национално радио
- Lemmy's Gang, 2001, радио-ситком, 6 еп., в съавт., YLE Radio Finnland
- „Цитаделата“, 2001, съвместно с Асен Аврамов и Явор Гърдев, продукция на Българско национално радио, Triumviratus Art Group и Ars Digital
- „Радиотакси“, 2003, Българско национално радио, реж. Петър Дамянов
- „Альоша“, 2005, реж. Маргарита Младенова, Българско национално радио
- „Иван“, 2005, реж. Иван Добчев, Българско национално радио
- „7-и септември“, 2010, реж. Георги Тенев, Българско национално радио

### Преводи
- „Квартет“ от Хайнер Мюлер, съвм. с Майя Стефанова, за спектакъла на Явор Гърдев, 1999, ТР Сфумато и „Квартет“, спектакъл-филм на Явор Гърдев, 2016, НДК
- „Herzstück“ от Хайнер Мюлер, за спектакъла „Квартет“, пост. Явор Гърдев, 1999, ТР Сфумато
- „Майсторът на гладуването“ от Франц Кафка, за спектакъла на Иван Добчев „Маестро Глад“, 2001, Малък градски театър (зад канала)

## Филмография

### Сценарист
- „Свещена светлина“, 2010, по мотиви от едноименната книга, реж. Георги Тенев
- „Хубен рисува пари“, 2012
- „Отчуждение“, 2013, в съавт. с Милко Лазаров и Китодар Тодоров, реж. Милко Лазаров
- „Безкрайната градина“, 2017, автор на задкадровите текстове, диалози; реж. Галин Стоев
- „Симон срещу страха (Случаят Варсано)“, 2018, реж. Георги Тенев
- Palace for the People, 2018, creative writer, реж. Борис Мисирков, Георги Богданов
- „Право на помилване“ (Exemplary Behaviour), 2019, в съавт. с Одриус Микевичус, реж. Одриус Микевичус и Нериус Милериус
- „С река на сърцето“, 2022, български драматичен сериал, излъчван по „Нова телевизия“, реж. Мартин Макариев и Ники Илиев

### Режисьор
- „Свещена светлина“, 2010
- „Хубен рисува пари“, 2012
- „Симон срещу страха (Случаят Варсано)“, 2018

### Актьор
- Мартин във Freaky Forest (2019), реж. Ана Атанасова, Калин Иванов
- Евгени в „До последния каприз“ (2020), реж. Иван Юруков
- Преподавателя по творческо писане в „Рая на Данте“ (2020), реж. Димитър Радев

### Актьор в радиопроекти
- Служител от контраразузнаването в „Атолът“, постановка Явор Гърдев, 1999 г.
- Офицер в „7-и септември“, постановка Георги Тенев, Българско национално радио, 2010 г.
- Гласовете на Дежурния и на Летец в „Летяща помощ“ от Ангел Каралийчев и Матвей Вълев (Българско национално радио), 2014 г.

### Актьор във видеопроекти
- Разколников в „Болеро на самотата“ или „Разколников-обсесия“, автор и режисьор Явор Гърдев, продукция на Akademie Schloss Solitude, Щутгарт, 1998 г.
- Удавникът в „О, мой роден дом“ или „Discovery Channel Redone“ (Triumviratus Art Group, Явор Гърдев, Калин Николов), 2002 г.
- Телевизионният гост във „Визуална полиция“ – пърформанс-видео-мистификация на Явор Гърдев, 2005 – 2006 София, Щутгарт, Дрезден, Хановер, Хамбург, 2005 г.

### Концептуални проекти, пърформанси
- „Doppelmond oder Ihre Sprache im Koerper Unserer Sprache“, съвместно с Дубравка Угрешич и Явор Гърдев, видео-пърформанс и литературно четене в Akademie Schloss Solitude, Щутгарт, 1998 г.
- „Дунавски игри" – медия-мистификация, съвм. с Явор Гърдев, Списание „Едно“, 2002 г.
- „Думи, звуци, образи“, литературен пърформанс, съвм. с Рана Дасгупта, Сунил Ащаниа и Калин Николов – Indian Habitat Centre, Ню Делхи, Индия, 2009 г.

## Кураторски и визуални проекти

### „Опит за една революция“
Кураторски проект от 2017 г. с група XXL (с включени работи на Иван Кюранов, Косьо Минчев, Георги Ружев, Свилен Стефанов, Хубен Черкелов, Генади Гатев, Расим Кръстев, Росен Тошев).

### „Паметник от моя спомен“
През 2013 г. представя 200 фоторепродукции на мемориални плочи с имената на български войници и офицери, загинали в Балканската, Междусъюзническата и Първата световна война (1912 – 1913 г.) и съвпада със 100-годишнината от войните, в които са загинали българските войници и офицери и със 75-годишнината от изграждането на самия мемориал.

### Други
През август 2011 г. разказът „Завръщане в Хага“ от сборника „Свещена светлина“ е публикуван в онлайн изданието на списание „Гранта“.
„Вундеркинд“ е представен през май 2004 г. съвместно с премиерата на новата програма на театър Сфумато „Долината на смъртната сянка: Альоша“ (реж. Маргарита Младенова) и „Долината на смъртната сянка: Иван“ (реж. Иван Добчев) по драматургия на Георги Тенев.

## Признание и награди
Носител е на Голямата награда „Prix Europa – най-добра европейска радиодрама“ на Берлинския фестивал (1999) за съвместния авторски проект „Атолът“, заедно с Явор Гърдев и композитора Асен Аврамов.
Романът му „Партиен дом“ получава Наградата за български роман на годината на фондация ВИК (2007).
Пиесата „Завръщане във Витенберг“ от Георги Тенев и Иван Добчев печели Наградата за съвременна драматургия на Академия „Аскеер“ (ТБА). Отличени са и с наградата „Елиас Канети“ за същата пиеса.

## Филмография
Георги Тенев е режисьор и сценарист на филмите „Свещена светлина“ (2010) и „Хубен рисува пари“ (2012).
Съсценарист на филма „Отчуждение“ на режисьора Милко Лазаров.
Заедно с режисьора Одриус Мицкевичус Георги Тенев е сценарист на документалния филм „Право на помилване“ (2019). Филмът има световна премиера на фестивала Dok Leipzig през октомври 2019, където печели Голямата награда „Златен гълъб“ за най-добър филм в международния конкурс, както и наградата на международната кинокритика ФИПРЕСИ, а също и Наградата на икуменическото жури.